# The Victory of Conscience
The Victory of Conscience er en amerikansk stumfilm fra 1916 af Frank Reicher.

## Medvirkende
- Cleo Ridgely - Rosette Burgod
- Lou Tellegen - Louis
- Elliott Dexter - Dimitri Karitzin
- Thomas Delmar - Remy
- Laura Woods Cushing